# Konrad-Adenauer-Hauptschule Wipperfürth
Die Konrad-Adenauer-Hauptschule Wipperfürth ist eine von vier weiterführenden Schulen in Wipperfürth, Oberbergischer Kreis in Nordrhein-Westfalen. Die Schule befindet sich im Schulzentrum auf dem Mühlenberg.
Zurzeit besuchen die Schule 665 Schülerinnen und Schüler. Diese werden in 29 Klassen von 56 Lehrern unterrichtet. Mit dem „Gymnasium 96“ in Tscheljabinsk, einer Stadt im Ural, Russland besteht seit 1995 eine Partnerschaft, die seit einigen Jahren gemeinsam mit dem St.-Angela-Gymnasium getragen wird.
Besonderheit der Schule ist der Epochenunterricht. Hier werden z. B. in den Klassen 5 bis 7 die Fächer Deutsch, Geschichte/Politik und Erdkunde nicht wie sonst üblich fächerweise (4,2,2 Wochenstunden) unterrichtet, sondern in Blöcken von zwei bis drei Wochen hintereinander.
Seit einem Jahr wird das Projekt „eFit“ einem E-Learning-Projekt im Fach Deutsch in den Klassen 5 und 6 erprobt. Die Schule wird von Rektorin Ulrike Disselbeck geleitet. Finanzielle Unterstützung leistet ein Förderverein.

## Muttersprachlicher Unterricht
An der Hauptschule wird muttersprachlicher Unterricht in Türkisch, Italienisch und Spanisch erteilt.

## Auszeichnungen
Die Schule wurde im Mai 2003 mit dem 1. Preis des Wettbewerbs Qualität schulischer Arbeit – Neue Wege des Lernens im Bereich Hauptschulen ausgezeichnet. Der Preis war mit 2000 Euro dotiert. Die Preisverleihung nahm Schul- und Jugendministerin Ute Schäfer vor. Der Wettbewerb wurde vom Landesinstitut für Schule in Soest, der LIG (Lernen in der Informationsgesellschaft) in Düsseldorf und dem Ministerium für Schule, Jugend und Kinder ausgeschrieben.
Im April 2007 zeichnete Ministerin Sommer die Schule mit dem „Gütesiegel individuelle Förderung“ aus. Die Konrad-Adenauer-Hauptschule ist damit eine der wenigen Hauptschulen in NRW, die diese Auszeichnung erhielten.